# サーカスの世界
『サーカスの世界』（さーかすのせかい、Circus World）は1964年のアメリカ合衆国の映画。
ヘンリー・ハサウェイ監督の作品で、出演はジョン・ウェインなど。
第22回（1964年）ゴールデングローブ賞では最優秀主題歌賞を受賞した。

## キャスト
| 役名        | 俳優                         | 日本語吹替                         | 日本語吹替                                         |
| 役名        | 俳優                         | 日本テレビ版                       | 東京12ch版                                         |
| ----------- | ---------------------------- | ---------------------------------- | -------------------------------------------------- |
| マット      | ジョン・ウェイン             | 小林昭二                           | 小林昭二                                           |
| トニー      | クラウディア・カルディナーレ | 山田栄子                           | 岡本茉利                                           |
| リリー      | リタ・ヘイワース             | 瀬能礼子                           | 小沢寿美恵                                         |
| キャップ    | ロイド・ノーラン             | 大木民夫                           |                                                    |
| アルド      | リチャード・コンテ           | 森川公也                           | 阪脩                                               |
| ジョバンナ  | キャサリーナ                 | 潘恵子                             |                                                    |
| スティーブ  | ジョン・スミス               | 仲木隆司                           |                                                    |
| 不明 その他 |                              | 和久井節緒 村越伊知郎 国坂伸       |                                                    |
|             |                              |                                    |                                                    |
| 演出        | 演出                         | 田島荘三                           |                                                    |
| 翻訳        | 翻訳                         | 大野隆一                           |                                                    |
| 効果        |                              |                                    |                                                    |
| 調整        |                              |                                    |                                                    |
| 制作        | 制作                         | コスモプロモーション               |                                                    |
| 解説        |                              |                                    |                                                    |
| 初回放送    | 初回放送                     | 1979年5月30日 『水曜ロードショー』 | 1981年3月17日 『火曜特別ロードショー』 19:33-21:54 |

## スタッフ
- 監督：ヘンリー・ハサウェイ
- 脚本：フィリップ・ヨーダン、ニコラス・レイ
- 脚色：ベン・ヘクト、ジュリアン・ヘルビ、ジェームズ・エドワード・グラント
- 製作：サミュエル・ブロンストン
- 撮影：ジャック・ヒルドヤード
- 音楽：ディミトリ・ティオムキン